# Campus Carlone
 (novembre 2024).
Si vous disposez d'ouvrages ou d'articles de référence ou si vous connaissez des sites web de qualité traitant du thème abordé ici, merci de compléter l'article en donnant les références utiles à sa vérifiabilité et en les liant à la section « Notes et références ».
 (novembre 2024).
La mise en forme du texte ne suit pas les recommandations de Wikipédia : il faut le « wikifier ».
Les points d'amélioration suivants sont les cas les plus fréquents :
- Les titres sont pré-formatés par le logiciel. Ils ne sont ni en capitales, ni en gras.
- Le texte ne doit pas être écrit en capitales (les noms de famille non plus), ni en gras, ni en italique, ni en « petit »…
- Le gras n'est utilisé que pour surligner le titre de l'article dans l'introduction, une seule fois.
- L'italique est rarement utilisé : mots en langue étrangère, titres d'œuvres, noms de bateaux, etc.
- Les citations ne sont pas en italique mais en corps de texte normal. Elles sont entourées par des guillemets français : « et ».
- Les listes à puces sont à éviter, des paragraphes rédigés étant largement préférés. Les tableaux sont à réserver à la présentation de données structurées (résultats, etc.).
- Les appels de note de bas de page (petits chiffres en exposant, introduits par l'outil «  Source ») sont à placer entre la fin de phrase et le point final[comme ça].
- Les liens internes (vers d'autres articles de Wikipédia) sont à choisir avec parcimonie. Créez des liens vers des articles approfondissant le sujet. Les termes génériques sans rapport avec le sujet sont à éviter, ainsi que les répétitions de liens vers un même terme.
- Les liens externes sont à placer uniquement dans une section « Liens externes », à la fin de l'article. Ces liens sont à choisir avec parcimonie suivant les règles définies. Si un lien sert de source à l'article, son insertion dans le texte est à faire par les notes de bas de page.
- La présentation des références doit suivre les conventions bibliographiques. Il est recommandé d'utiliser les modèles {{Ouvrage}}, {{Chapitre}}, {{Article}}, {{Lien web}} et/ou {{Bibliographie}}. Le mode d'édition visuel peut mettre en forme automatiquement les références.
- Insérer une infobox (cadre d'informations à droite) n'est pas obligatoire pour parachever la mise en page.

Pour une aide détaillée, merci de consulter Aide:Wikification.
Si vous pensez que ces points ont été résolus, vous pouvez retirer ce bandeau et améliorer la mise en forme d'un autre article.

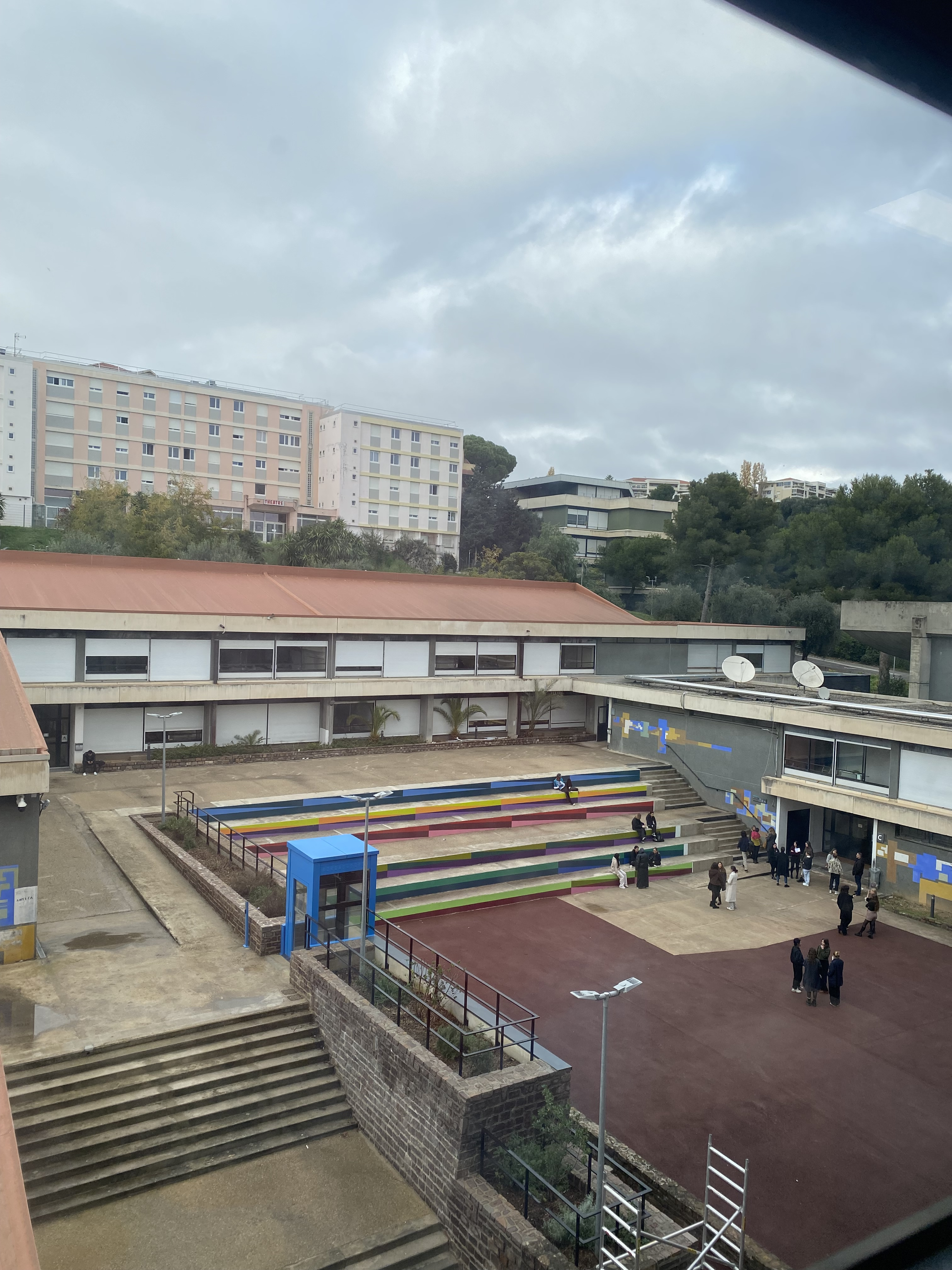
Campus Carlone, vue sur l’agora depuis le bâtiment principal

Le campus Carlone est un campus fondé en 1965 au coeur de la ville de Nice, et accueillant notamment la faculté de Lettres, Arts et Sciences humaines.

## Histoire
Le campus est fondé en 1965.
Le campus Carlone doit son nom à Auguste Carlone, un journaliste du XIXe siècle qui est une figure emblématique de l'annexion de Nice à la France dans les années 1860. Ce n'est pas seulement pour son engagement politique que l'on donne son nom à cette faculté, c'est également parce qu'il fonde la société des lettres, des sciences et des arts des Alpes-Maritimes, ce qui permettra à cette époque d'élargir la culture locale et son érudition. Ce qui n’était qu’un Collège universitaire en 1941, devient au début des années 1960, une faculté de lettres. D'abord situé rue de France, c'est en 1968 que la faculté verra le jour sur son site actuel dans des bâtiments ayant reçu le label d’ "architecture contemporaine remarquable" par la commission régionale du patrimoine et des sites.
En 2021, un plan de rénovation est lancé, les bâtiments étant vétustes, avec notamment des pannes de chauffage récurrentes.

## Architecture
Ce campus est composé de cinq amphithéâtres dont l'amphithéâtre majeur surplombe le site de Carlone, surélevé par des piliers, devenant ainsi le bâtiment dédié à l'administration. Son architecture est soulignée comme moderne et issue du courant Brutalisme de par ses matériaux bruts et son design visant à prolonger le bâtiment dans son espace.

### Un bâtiment d'art
Le campus Carlone est empli de fresques diverses réalisées par des artistes locaux mais aussi internationaux. On peut y retrouver des peintures, des sculptures et autres formes d'art tout au long de l'année. Les tables se situant à l'extérieur du bâtiment ont elles aussi connu leur moment de gloire avec le passage de multiples artistes comme Nasica ou Faben en 2016. Nombre de ces œuvres ne sont plus visibles ou ont été modifiées à l'heure actuelle du fait des travaux et de rénovation depuis 2022.

## Composantes
Le campus Carlone aussi appelé Faculté de Lettres, Arts et Sciences humaines, abrite un large panel scolaire offrant ainsi une multitude de choix d'études et de débouchés professionnels. Elle élargit au fil des années son offre en y intégrant les langues étrangères appliquées - LEA-, les sciences de l'information et de la communication, prenant ainsi l'accronyme de LASH. Ainsi deux portails se distinguent : le portail LLAC et le portail SHS. 
La formation proposée se constitue donc de trois cycles : 
- Licence
- Master
- Doctorat.

### Ouverture à l'international
Le campus Carlone, relié à Université Côte-d'Azur c'est également 20% d'étudiants internationaux composés de près de cent nationalités différentes. Une ouverture européenne est notable avec le projet Ulysseus alliant cinq grandes universités ( Séville; Gênes, Côte d'Azur, Münster (Hessen) et Monténégro ) dans le but de préparer les étudiants à faire face aux défis d'une société européenne future. 
Le programme Erasmus+ est fondé sur divers partenariats dits stratégiques qui ont pour but de promouvoir et de soutenir l'apprentissage et les initiatives communes à échelle européenne. L'objectif étant de mettre en avant la mobilité et l'internationalisation dans le cadre scolaire et professionnel. 
La mobilité d'un point de vue global est valable à la fois dans le cadre d'un programme d'études sur long terme, que sur court terme dans le cadre d'un stage, offrant de ce fait, le choix à l’étudiant. 